# Repinčev graben
Repinčev graben je potok, ki izvira pod planino Bareča dolina, na pobočju pogorja, ki se nahaja južno od Bohinjskega jezera. V vasi Laški Rovt se kot desni pritok izliva v Savo Bohinjko.